# ジェド・ホイヤー

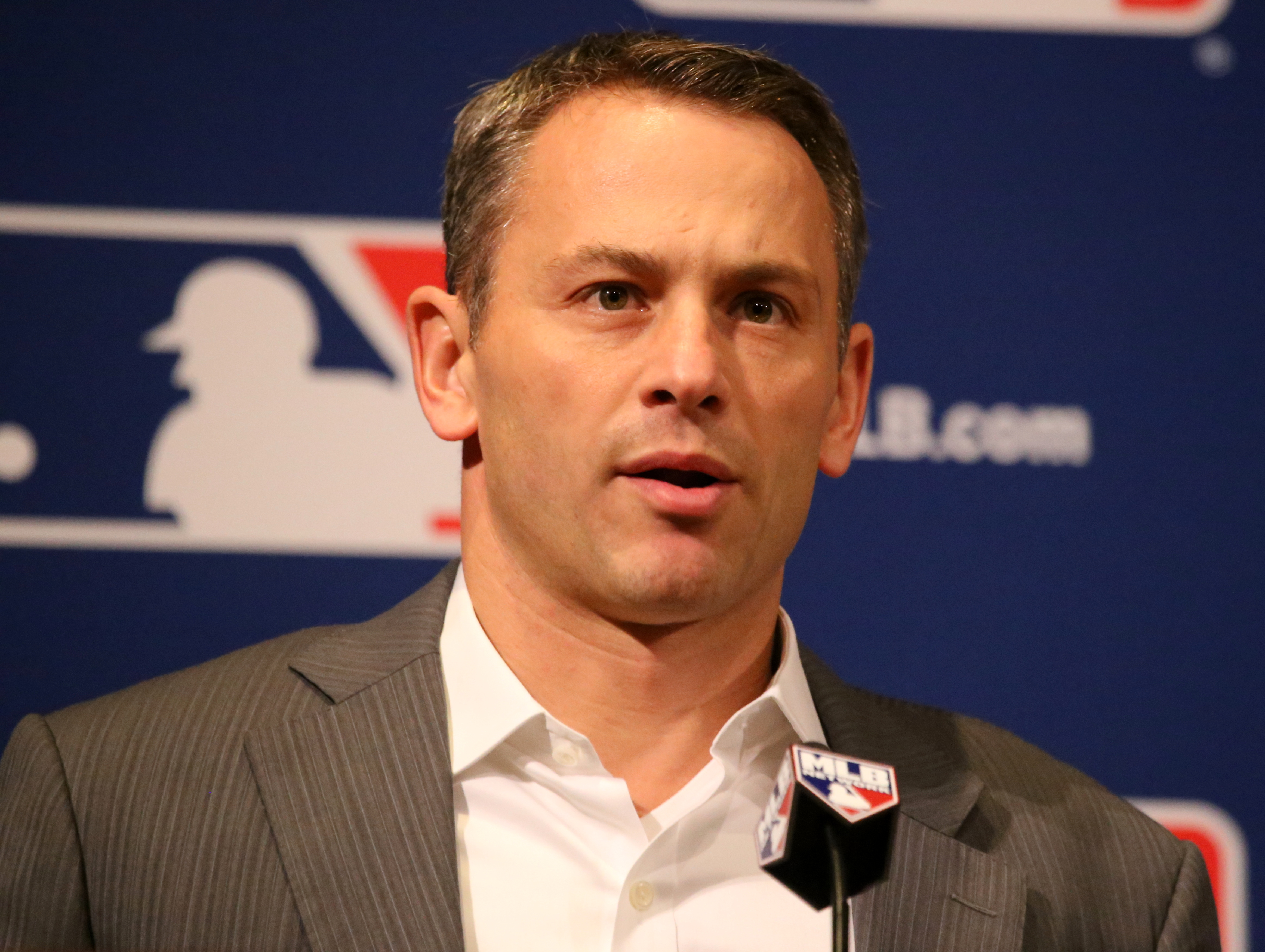

ジェド・ルーム・ホイヤー（Jed Room Hoyer 1973年12月7日 - ）は、MLBのシカゴ・カブスの野球運営部門社長（2020年11月 - ）。

## 来歴
ニューハンプシャー州グラフトン郡プリマス生まれ。28歳でボストン・レッドソックスのフロント入りするまでは、大学の事務局で働きながら、大学の野球のコーチなどをするなどしていた。
2002年にレッドソックスのフロント入りするとGMであるセオ・エプスタインの下で働き始める。2005年オフ、エプスタインが一時レッドソックスを離れた際にはベン・チェリントンと2人体制の共同GMに任命された。
2009年オフにはサンディエゴ・パドレスのGMに就任した。エイドリアン・ゴンザレスのレッドソックスへのトレードなどをまとめ、パドレスの再建に着手していたが、2011年オフにレッドソックス時代の上司であるエプスタインがシカゴ・カブスの野球運営部門の社長に就任したのに伴い、引き抜かれる形でカブスのGMに就任した。
カブスのGMに就任後はエプスタインや共にパドレスから移籍してスカウト部門に配属されたジェイソン・マクロードらと共にプロスペクト発掘・育成によるチーム再建を行い、2016年にカブス108年ぶりのワールドチャンピオンとなるチームを作り上げた。
2020年11月にエプスタインの退任に伴い、5年契約で野球運営部門社長に就任した。